# José I. Castro
José Ignacio Castro es un naturalista, biólogo marino, escritor y editor cubano, nacionalizado americano; especialista en tiburones, autor de la primera recopilación histórica de tiburones norteamericanos, que abarca desde ciencia antigua, primeros encuentros con las especies, y evolución pesquera. Ha participado activamente en la gestión de la pesca de tiburones y la conservación de tiburones y a menudo da conferencias en universidades e instituciones de investigación de todo el mundo. Es, por último, biógrafo de Eugenie Clark, pionera del buceo con fines científicos.

## Biografía
Realizó una licenciatura en ciencias en la Universidad de Miami y alcanzó un Doctorado en Zoología de la Universidad de Clemson. A lo largo de su vida, el Dr. Castro ha realizado investigaciones en una gran cantidad de especies marinas sobre diferentes aspectos de la biología de los tiburones, incluida su biología reproductiva y su uso de áreas de críanza. 
En 1985 y 1986 fue invitado por la FAO para evaluar poblaciones de tiburones y determinar la viabilidad de su pesca.

## Vida profesional
Entre sus publicaciones especializadas destaca como primera guía comprensiva de tiburones, el libro The sharks of North America, cuya versión ampliada refleja más de 20 años de avances en investigaciones dedicadas a los tiburones e incluye información de más de 130 especies. La nueva versión incluye información detallada de la biología del tiburón, localización geográfica, reproducción, hábitat y migración.
Ha publicado numerosos artículos científicos y libros, como The Sharks of North American Waters un atlas de tiburones en el cual se incluyen todas las especies existentes en aguas norteamericanas. y su más reciente, Genie: The life and recollections of Eugene Clark, dedicado a la vida de la bióloga Eugenie Clark.
A lo largo de su trayectoria ha ejercido en el Servicio Nacional de Pesquerías Marinas de los Estados Unidos de América de la Oficina Nacional de Administración Oceánica y Atmosférica (NOAA). También ha sido investigador del centro para investigación de tiburones del Mote Marine Laboratory bajo la dirección del Dr. Robert E. Hueter. Actualmente es el editor científico en jefe de la revista Fishery Bulletin,  la revista de pesquerías más antigua del mundo. y miembro de la American Elasmobranch Society.

## Reconocimientos
El 11 de abril del 2014, en el marco del VI Simposium Nacional de Tiburones y Rayas, efectuado en la ciudad de Mazatlán, se llevó a cabo un homenaje al Dr. José I. Castro, experto mundial en tiburones y otros recursos pesqueros, quien ha colaborado con investigadores de muchos países en la elaboración de estrategias de manejo, aprovechamiento y conservación de tiburones y rayas.
En el homenaje que se le rindió por la Sociedad Mexicana de Peces Cartilaginosos (SOMEPEC), que tuvo como sede a la Comisión Nacional de Acuacultura y Pesca (CONAPESCA), se llevó a cabo una mesa redonda con la participación del Dr. Juan Carlos Pérez Jiménez, investigador de ECOSUR; el Dr. Oscar Sosa Nishizaki, investigador del CICESE; el Ing. Raúl Villaseñor Talavera, de la CONAPESCA; el Dr. J. Fernando Márquez Farías, investigador de la Facultad de Ciencias del Mar de la Universidad Autónoma de Sinaloa, y el Dr. Leonardo Castillo Geniz, investigador del INAPESCA. Estuvieron presentes colaboradores, amigos estudiantes e integrantes de la SOMEPEC.
Raúl Villaseñor Talavera, director general adjunto de la Dirección General de Ordenamiento Pesquero y Acuícola de la CONAPESCA, quien además de dar a conocer una reseña de la relación entre el homenajeado y los integrantes de la mesa, expreso el reconocimiento y admiración al Dr. Castro, agradeciendo su colaboración en diversos trabajos de investigación en el marco del programa conjunto de investigación México-Estados Unidos y en la elaboración de las "guías de identificación de tiburones de México", junto a los miembros de la mesa, los doctores J. Fernando Márquez y Leonardo Castillo Geniz; mismas que actualmente se usan en la flota pesquera para el registro por especie y grupos biológicos, en bitácoras y Avisos de Arribo.
Acto seguido, la Sociedad Mexicana de Peces Cartilaginosos (SOMEPEC) le hizo entrega del reconocimiento honorífico por su valiosa participación y larga trayectoria en la investigación. El Dr. José I. Castro agradeció el reconocimiento e instó a los presentes en seguir colaborando y generar información valiosa sobre tiburones, para su conocimiento y conservación.